# Злотники (Куявсько-Поморське воєводство)
Злотники (пол. Złotniki) — село в Польщі, у гміні Роґово Жнінського повіту Куявсько-Поморського воєводства.
Населення — 587 осіб (2011).
У 1975-1998 роках село належало до Бидгощського воєводства.

## Демографія
Демографічна структура станом на 31 березня 2011 року:
|          | Загалом | Допрацездатний вік | Працездатний вік | Постпрацездатний вік |
| -------- | ------- | ------------------ | ---------------- | -------------------- |
| Чоловіки | 283     | 51                 | 207              | 25                   |
| Жінки    | 304     | 59                 | 179              | 66                   |
| Разом    | 587     | 110                | 386              | 91                   |